# Pavlovits Károly
Pavlovits Károly (Nyíregyháza, 1879. június 1. – ?, 1957 után) magyar építész.

## Élete
Nyíregyházán született, édesapja Pavlovits Imre kereskedő, édesanyja Broda Sarolta. A Budapest József Műegyetemen tanult (1901-ben végzett), majd Lechner Ödön mellett helyezkedett el. Több ízben pályázott Nyíregyháza mérnöki hivatalára, de nem sikerült azt megnyernie.
Ennek ellenére több épületet, elsősorban szecessziós stílusú családi házakat tervezett szülővárosában, de Debrecenbe is. Itt 1906-ban nyitott építészirodát, majd idővel ez lett fő működési területe. Művészetén mestere, Lechner hatását lehet megfigyelni.
Az első világháborúban népfölkelő mérnökhadnagyként és egy útépítő munkásosztag parancsnokaként vett részt. A háború után Budapesten dolgozott.
1957 után neve eltűnik a forrásokból.

## Ismert épületei

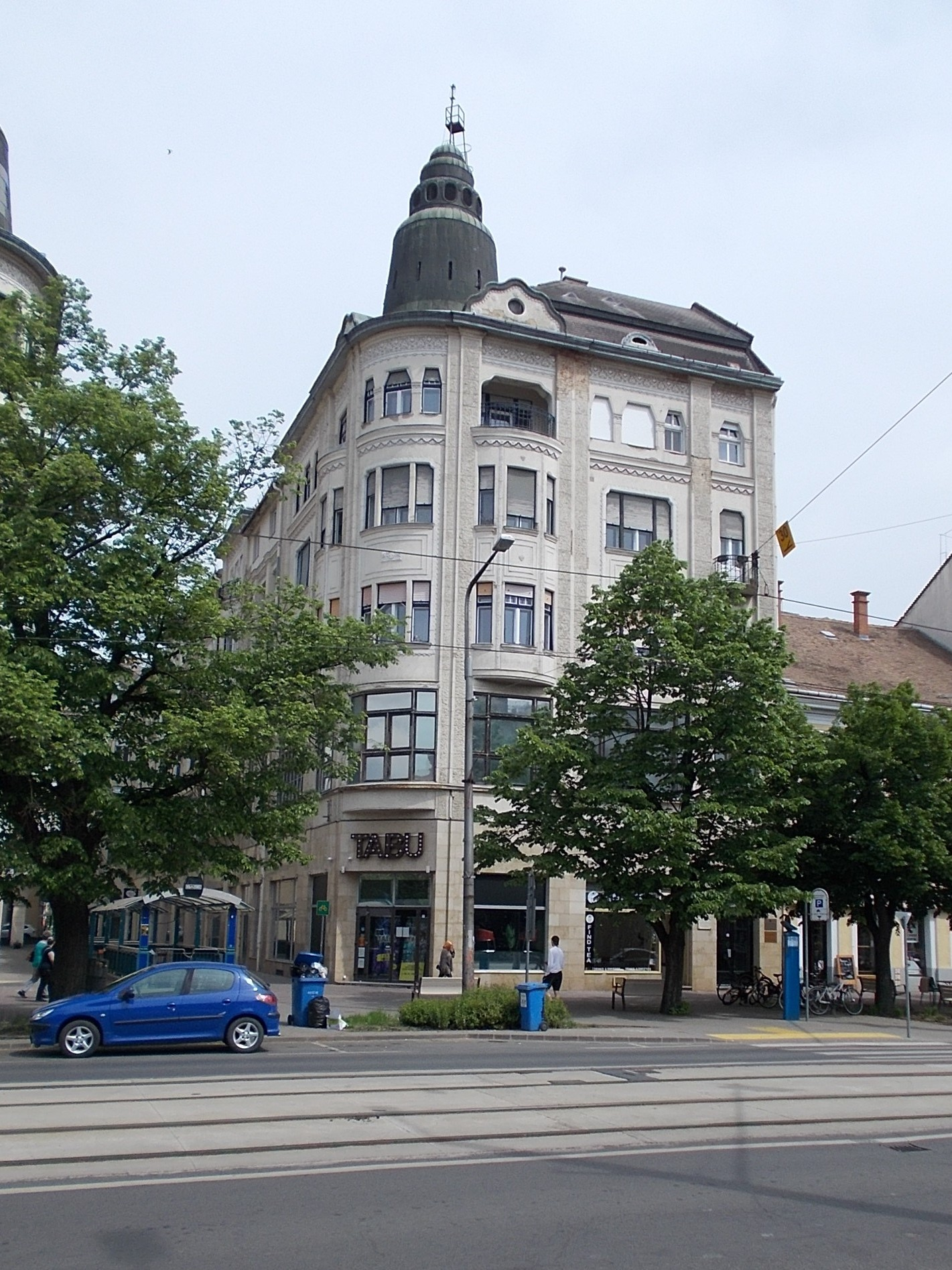
Gambrinus-ház, Debrecen

- 1900-as évek eleje: Ruzsonyi-ház, Nyíregyháza, Benczúr Gyula tér 5.[3]
- 1900-as évek eleje: Burger-ház, Nyíregyháza, Széchenyi utca 20.[3][6]
- 1905: Evangélikus Főgimnázium bővítése, Nyíregyháza[6]
- 1905: Klár-ház, Nyíregyháza, Egyház u. 1.[6]
- 1906: Zoltán-ház, Nyíregyháza, Széchenyi u. 24.[6]
- 1909: Bruckner-ház, Debrecen, Csapó u. 26.[7]
- 1909: Killer-ház, Debrecen, Piac u. 68.[7][5]
- 1910: Gyulaházy-ház, Nyíregyháza, Széchenyi u. 13.[6]
- 1910: Széll Kálmán-ház, Debrecen, Bajcsy-Zsilinszky u. 35-37.[7][5][8]
- 1910: Wiener-ház, Debrecen, Piac u. 85. / Vásáry István u. 2.[7]
- 1910: Wolf-ház, Debrecen, Péterfia u. 46. / Thaly Kálmán u. 1.[7]
- 1911: Tihanyi-ház, Debrecen, Miklós u. 23.[7]
- 1912: Ungár-ház, Debrecen, Piac utca 85/b. / Vásáry István u. 4.[7]
- 1912–1913: Gambrinus-ház, Debrecen, Piac u. 26-28.[9][7][5]
- 1923: Balogh-bérpalota, Debrecen, Kossuth u. 22-24.[7][5]

## További irodalom
- (szerk.) Brunner Attila: Felfedező utak – Szecessziós épületornamentika a vidéki Magyarországon, Holnap Kiadó, Budapest, 2016.